# Otto Piene

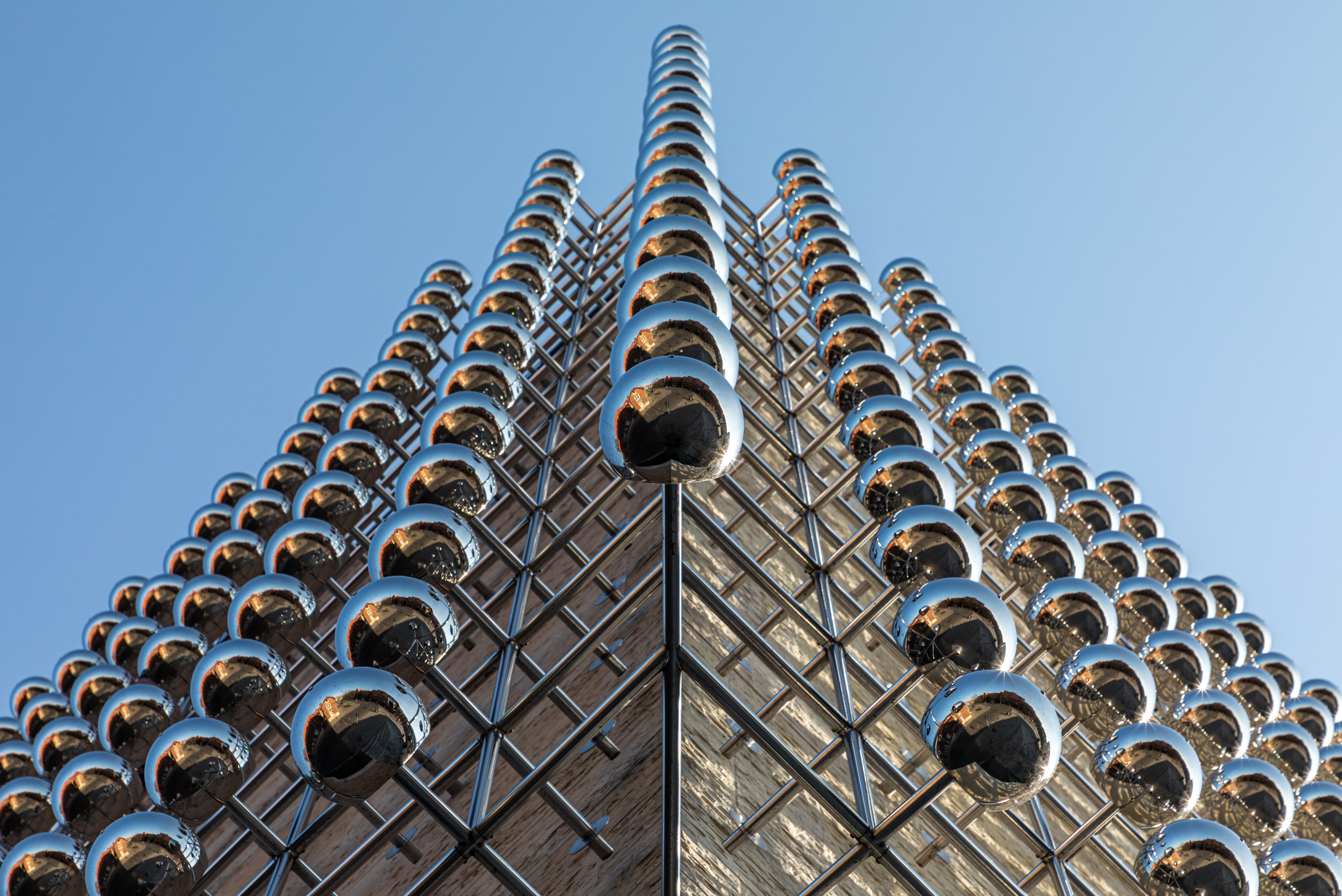
“Silberne Frequenz”, une œuvre d'Otto Piene au musée LWL à Münster. Avril 2020.

Otto Piene, né le 18 avril 1928 à Bad Laasphe et mort le 17 juillet 2014 à Berlin, est un peintre allemand. Avec Heinz Mack, il est le cofondateur du groupe ZERO.